# Conceveiba martiana
Conceveiba martiana är en törelväxtart som beskrevs av Henri Ernest Baillon. Conceveiba martiana ingår i släktet Conceveiba och familjen törelväxter. Inga underarter finns listade i Catalogue of Life.